# Chiesa di Santa Maria in Campidoglio (Firenze)
La chiesa di Santa Maria in Campidoglio, detta popolarmente la Palla, era una chiesa di Firenze situata nella zona del Mercato Vecchio. Si affacciava sull'omonima piazzetta, che si apriva sull'inizio dell'attuale via de' Brunelleschi, davanti all'angolo sud-ovest del Ghetto; a sud era separata dalle case degli Alfieri Strinati dallo stretto vicolo della Luna, a nord aveva la fiancata sulla piazzetta dei Pollaioli, talvolta indicata anche come via o vicolo del Campidoglio; la facciata guardava a est, e il retro, a occidente, confinava con le case della famiglia del Pollaiolo. Oggi si troverebbe tra l'ultima e la penultima campata nord dei portici nord del palazzo dell'Arcone di Piazza, quasi al confine con quelli dell'ex-Gambrinus.

## Storia

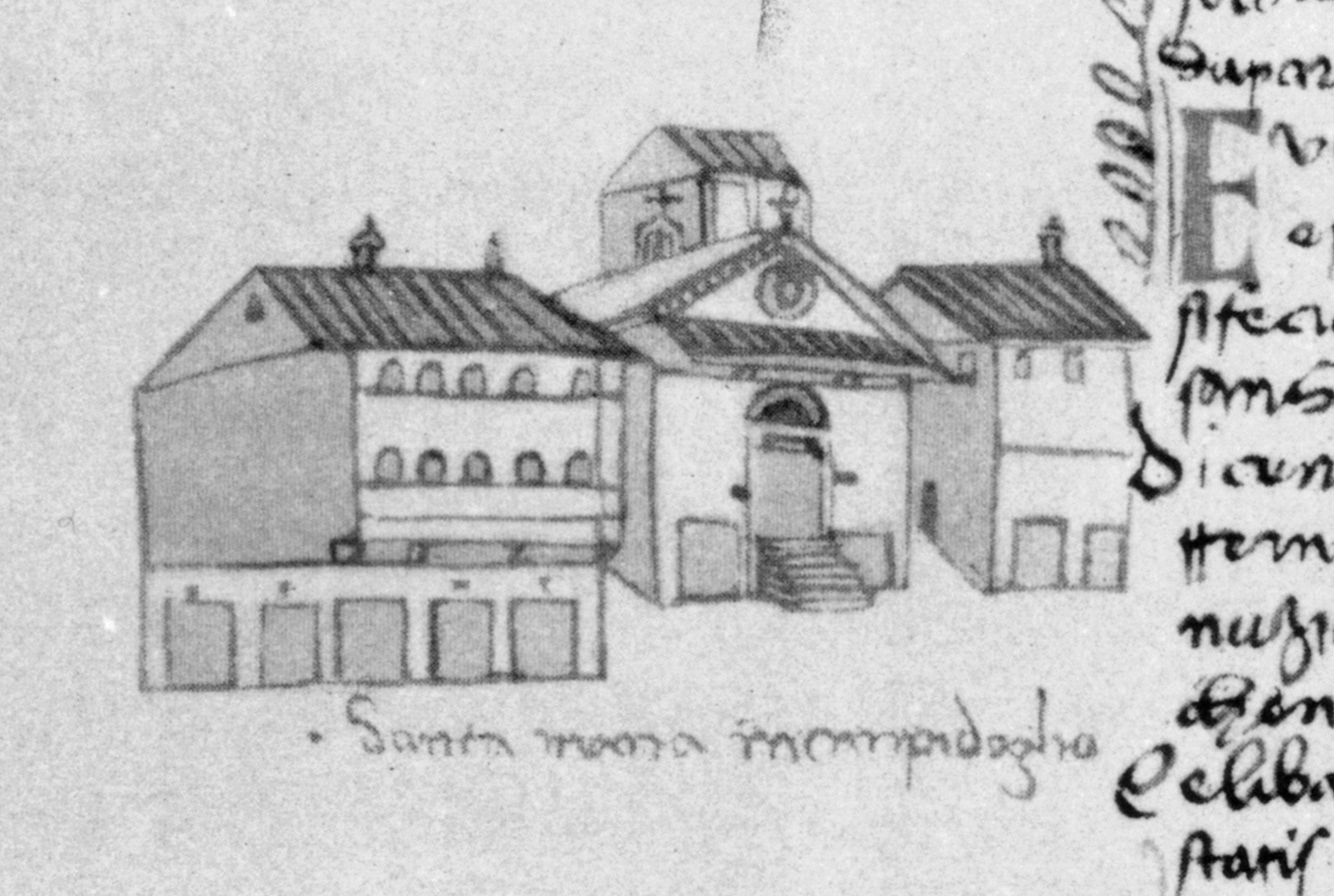
Santa Maria in Campidoglio in un'illustrazione del Codice Rustici (1447-1450 ca.)

La chiesa era una delle più antiche all'interno delle prime mura e doveva il suo nome al fatto che fosse stata costruita a ridosso del tempio Capitolino del foro romano di Florentia, tra il podio e un edificio individuato come Aula capitolina: l'effettiva collocazione nel "Campidoglio fiorentino" venne confermata dagli scavi archeologici eseguiti al momento delle demolizioni. 
La tradizione la voleva fondata da Carlo Magno, ma la prima menzione sicura risale a una pergamena del 19 gennaio 1179, in cui si stipula un accordo tra alcune famiglie residenti in questa zona. In due contratti datati 1190 e 1201, riportati da Richa, è ricordata anche come "Santa Maria Hodegitria", termine greco che significa "guida [per i viandanti]". Nel Lami è anche ricordata come chiesa di Santa Maria "ad Forum vetus".
Nel 1362 la famiglia Alfieri Strinati, che aveva il patronato sulla chiesa, finanziò una prima ristrutturazione, che fece mettere sulla facciata lo stemma familiare e le chiavi incrociate in onore di papa Urbano V. La famiglia nel XVI secolo venne esiliata dai Medici e i loro beni confiscati; si rifugiarono a Cesena e il patronato venne allora preso dalla Parte Guelfa.
Nel 1577 subì un secondo restauro a carico della famiglia Ubaldini, che era responsabile di tutti e tre i suoi altari. La chiesa era anche luogo di sepoltura della famiglia Tosinghi e vi era seppellito il pittore Antonio del Pollaiolo.
Come altre chiese minori del centro, con giurisdizione e rendite ridotte, venne sconsacrata dal granduca Pietro Leopoldo nel 1785, spogliata delle opere d'arte e destinata ad altri usi. Vi prese sede un albergo di malaffare detto della Palla, che doveva forse il suo nome a una contrazione della vicina piazza della Paglia.
Già manomessa pesantemente e poco riconoscibile, se non fosse per l'antica scalinata tipica delle chiese di quest'area, venne demolita nel 1890 assieme a tutta la zona del Mercato Vecchio per far spazio agli edifici attorno a piazza Vittorio Emanuele II, l'odierna piazza della Repubblica.

## Descrizione

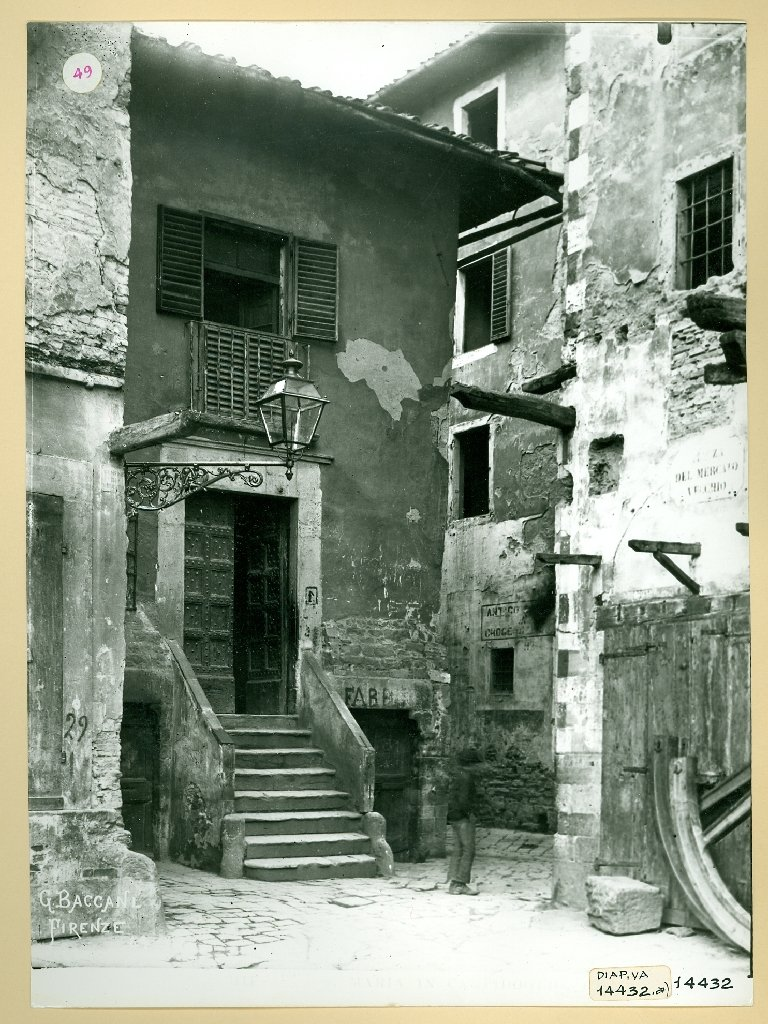
La chiesa della Palla ormai sconsacrata, in una foto del 1885-1887 circa

La chiesa aveva originariamente una facciata a capanna, come si vede anche sul Codice Rustici, con portale centrale rialzato da una scalinata e dotato di stipiti in pietra, oltre che sormontato dalla citata arme in pietra di papa Urbano V con le chiavi di san Pietro, databile al periodo del suo pontificato (1362-1370) e vicina a uno stemma dipinto degli Alfieri Strinati. Nell'Ottocento, dopo la sconsacrazione, si presentava invece come un semplice edificio senza spioventi, col portale ancora rialzato e con il portone imbullettato probabilmente risalente al Medioevo, il tutto sormontato da una finestra rettangolare, che dimostrava come l'interno fosse stato soppalcato e diviso da tramezzi. 
All'interno aveva una struttura paleocristiana, con una zona per i catecumeni senza altare, la zona per i fedeli, rialzata di cinque gradini e con altare, e la zona per il clero, con coro rialzato di altri quattro gradini. Tale schema, sebbene ringiovanito da restauri barocchi che ne distrussero gli amboni, restò sostanzialmente invariato fino ala soppressione, come testimonia il Richa e, verosimilmente, era ancora presente al tempo delle demolizioni. Secondo Paatz, che analizzò i rilievi pubblicati da Corinto Corinti, la chiesa poteva essere stata allungata in epoca gotica e i diversi livelli erano nati in funzione degli ambienti sotterranei (ben visibili come bottega nelle rappresentazioni della chiesa prima della demolizione), con un passaggio trasversale che univa il vicolo della Luna e il vicolo del Campidoglio.
L'interno aveva tre altari, patrocinati dagli Ubaldini e dagli Alfieri Strinati. Su quello maggiore è ricordata un'Annunciazione tradizionalmente riferita a Giotto, su cui si trovavano le armi degli Alfieri Strinati; a fine del Seicento venne spostata sulla parete destra perché l'altare veniva ridecorato da un'Immacolata Concezione di Pier Dandini. Sull'altare di sinistra esisteva un Sant'Antonio, pure riferito a Giotto. Tutte queste opere vennero disperse dopo la soppressione, e ad oggi non sono state rintracciate.
Durante la demolizione furono riscoperte le antiche e solidissime volte del transetto, le tracce dell'abside al piano originario e, nei sotterranei, un cassone funerario paleocristiano oggi nei depositi del museo di San Marco.

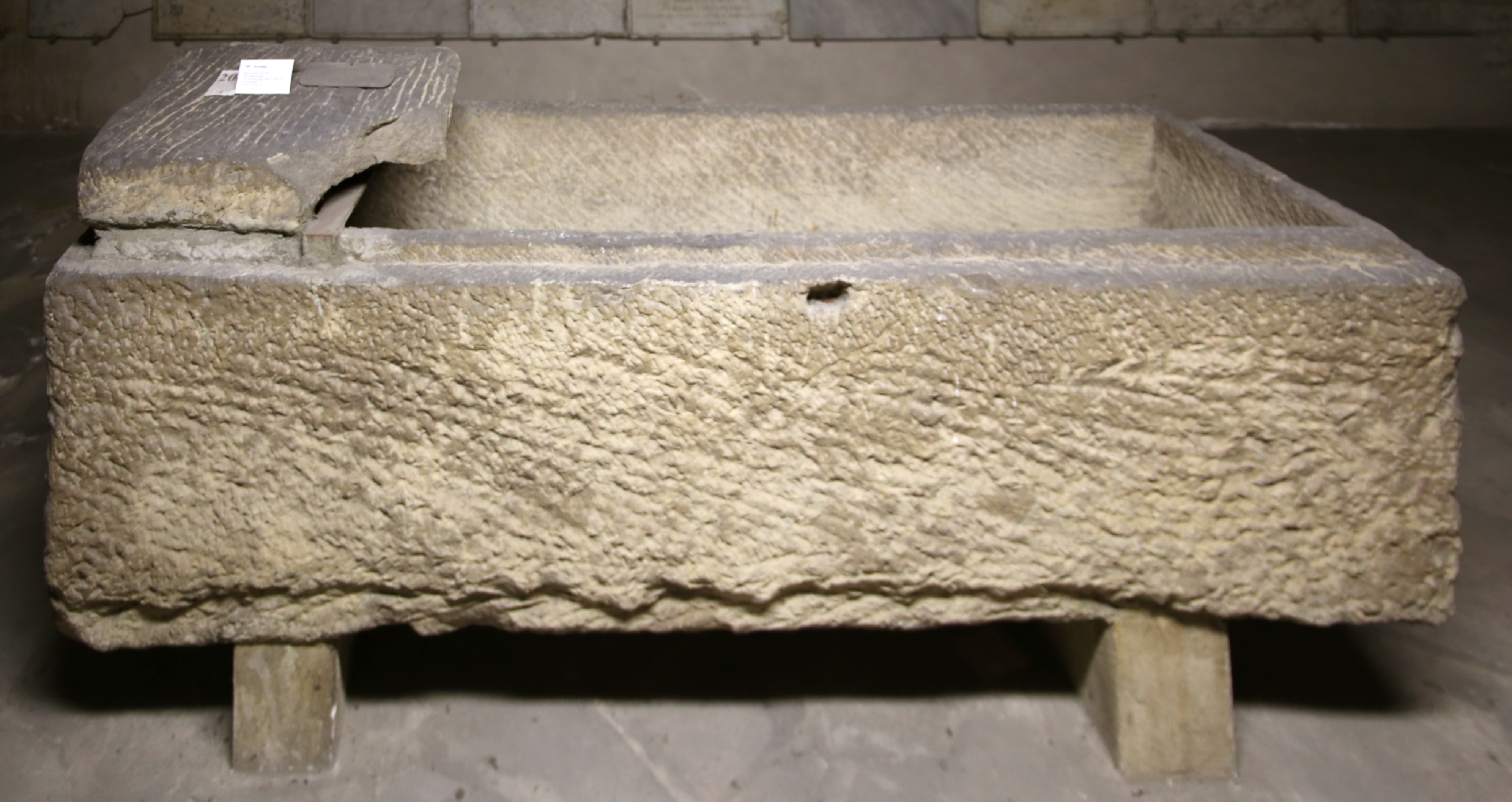
Sarcofago paleocristiano dalla cripta della chiesa, oggi nei depositi del Museo di San Marco